# Optionsmäklarna
Optionsmäklarna OM AB var ett svenskt finansbolag som grundades 1984 av Olof Stenhammar, Carnegie, SEB och Investor/Providentia. Företagets första styrelse bestod av Olof Stenhammar, Johan Björkman (Carnegie), Claes Dahlbäck (Investor) samt Hans Werthén och Lars-Erik Forsgårdh. I juni 1985 öppnade OM den svenska optionsmarknaden. Företaget redovisade redan från början allt större vinster varje månad för att 1987 uppgå till 220 miljoner kronor.  Detta års börskrasch i oktober 1987 samt tillkomsten av en konkurrerande verksamhet, Sofe, orsakade ett avbräck i den snabba resultatutvecklingen för OM följande år.
Under 1990-talet fortsatte avregleringen av de svenska finansmarknaderna med att Sverige 1993 fick en ny börs- och clearinglag, som innebar att Stockholms Fondbörs (Stockholmsbörsen) bolagiserades. Dessa förändringar öppnade också möjligheter för OM. Efter flera år av förhandlingar åstadkoms 1997 en smamanslagning av Stockholms Fondbörs AB och OM med det nya namnet OM AB och med Olof Stenhammar som styrelseordförande. Prislappen på börsen blev cirka 1,5 miljard kronor.
Det OM gjort i Sverige väckte det utländska intresset  från flera europeiska länder. OM startade därför ett dotterbolag OM International  som spred OM-konceptet till länder som Storbritannien, Finland, Norge, Island, Estland, Lettland, Litauen, Frankrike, Spanien och Österrike. I några länder lyckades OM etablera sig, medan man i andra mötte starkt motstånd, främst från traditionella börser och banker, men också från ländernas politiker.  I Finland skapades en optionsbörs med OM som delägare, HEX OM. Börschefen i Finland köpte 2001 en majoritetsandel i den estniska börsen och förvärvade också börserna i Riga och Vilnius. När sedan  OM 2003 förvärvade hela Helsingforsbörsen kom den nya börsen att inkludera inte bara Finland utan också de baltiska börserna under det ny namnet OMX.
2005 förvärvade OMX Köpenhamnsbörsen och 2006 den isländska börsen. (Iceland Stock Exchange) 
2006 inledde OMX diskussioner med den amerikanska Nasdaq-börsen och sommaren 2007 offentliggjordes ett förslag om samgående mellan OMX och Nasdaq som efter några dramatiska månader resulterade i att det sammanslagna bolaget bildades 2008 under namnet Nasdaq OMX Group. 2015 ändrades namnet till Nasdaq Group och de nationella börserna kallas nu Nasdaq Stockholm, Nasdaq Helsinki, Nasdaq Copenhagen etc.